# 王とオデイ
王とオデイ（おうとオデイ、原題：King Leonardo and His Short Subjects) (日本の最初のタイトル：まんがの王さま) とは、アメリカ合衆国のテレビアニメ。トータルテレビジョン制作 。
1960年から1963年にNBCで放送された。北米では、『Tooter Turtle』 や『The Hunter』と共に放送した。日本で、フジテレビで初期の放送。(1964年頃)や東京12チャンネル（現：テレビ東京）の『マンガのくに』や『まんがパンチ』（1971年頃）で放送された。

## キャラクター
レオナルド王 (King Leonardo)
声：ジャクソン・ベック、日 - 不明
アフリカの架空の国「ボンゴコンゴ」国王であるライオン。
オデイ (Odie)
声：アレン・スイフト、日 - 不明
王のパートナーであるスカンク
ビギー （Biggie Rat)
声：ジャクソン・ベック、日 - 不明
ネズミのギャングにして、王のライバル。イッチーと共に様々な悪事を企み、ボンゴコンゴを手中に収めようとする。
イッチー　(Itchy Brother)
声：アレン・スイフト、日 - 不明
王の兄にしてライバル。ビギーと悪事を企む。

## エピソード
判明分のみ記載
まんがパンチ 第4回
- テレビ騒動の巻

まんがパンチ第5回
- チビッ子探偵の巻
- ボーイスカウトの巻